# Internazionali d'Italia 2008 - Qualificazioni singolare femminile
Le qualificazioni del singolare femminile degli Internazionali d'Italia 2008 sono state un torneo di tennis preliminare per accedere alla fase finale della manifestazione. I vincitori dell'ultimo turno sono entrati di diritto nel tabellone principale. In caso di ritiro di uno o più giocatori aventi diritto a questi sono subentrati i lucky loser, ossia i giocatori che hanno perso nell'ultimo turno ma che avevano una classifica più alta rispetto agli altri partecipanti che avevano comunque perso nel turno finale.
Le qualificazioni prevedevano 48 partecipanti di cui 12 sono entrati nel tabellone principale.

## Teste di serie
1. Alizé Cornet (Qualificata)
2. Elena Vesnina (Qualificata)
3. Pauline Parmentier (primo turno)
4. Klára Zakopalová (Qualificata)
5. Casey Dellacqua (primo turno)
6. Kaia Kanepi (Qualificata)
7. Marija Korytceva (Qualificata)
8. Alisa Klejbanova (Qualificata)
9. Akgul Amanmuradova (Qualificata)
10. Jill Craybas (Qualificata)
11. Peng Shuai (Qualificata)
12. Cvetana Pironkova (Qualificata)

1. Anastasija Rodionova (ultimo turno)
2. Catalina Castaño (primo turno)
3. Virginia Ruano Pascual (ultimo turno)
4. Ekaterina Makarova (ultimo turno)
5. Andreja Klepač (primo turno)
6. Ol'ga Savčuk (ultimo turno)
7. Iveta Benešová (Qualificata)
8. Assente
9. Galina Voskoboeva (ultimo turno)
10. Rosana De Los Rios (ultimo turno)
11. Yung-Jan Chan (ultimo turno)
12. Maria-Elena Camerin (primo turno)

## Qualificati
1. Alizé Cornet
2. Elena Vesnina
3. Monica Niculescu
4. Klára Zakopalová
5. Iveta Benešová
6. Kaia Kanepi

1. Marija Korytceva
2. Alisa Klejbanova
3. Akgul Amanmuradova
4. Jill Craybas
5. Peng Shuai
6. Cvetana Pironkova

## Tabellone

### Legenda
| - Q = Qualificato - WC = Wild card - LL = Lucky loser | - ALT = Alternate - SE = Special Exempt - PR = Protected Ranking | - w/o = Walkover - r = Ritirato - d = Squalificato |

### Sezione 1
|  | Primo turno | Primo turno          | Primo turno  | Primo turno | Primo turno |  |  | Ultimo turno | Ultimo turno         | Ultimo turno         | Ultimo turno | Ultimo turno |  |
|  |             |                      |              |             |             |  |  |              |                      |                      |              |              |  |
|  | 1           | Alizé Cornet         | Alizé Cornet | 7           | 6           |  |  |              |                      |                      |              |              |  |
|  |             | Shuai Zhang          | Shuai Zhang  | 5           | 2           |  |  | 1            | Alizé Cornet         | Alizé Cornet         | 6            | 6            |  |
|  | 13          | Anastasija Rodionova | 2            | 6           | 6           |  |  | 13           | Anastasija Rodionova | Anastasija Rodionova | 0            | 3            |  |
|  |             | Nathalie Viérin      | 6            | 3           | 3           |  |  |              |                      |                      |              |              |  |

### Sezione 2
|  | Primo turno | Primo turno       | Primo turno       | Primo turno | Primo turno |  |  | Ultimo turno | Ultimo turno   | Ultimo turno   | Ultimo turno | Ultimo turno |  |
|  |             |                   |                   |             |             |  |  |              |                |                |              |              |  |
|  | 2           | Elena Vesnina     | Elena Vesnina     | 6           | 6           |  |  |              |                |                |              |              |  |
|  |             | Alla Kudrjavceva  | Alla Kudrjavceva  | 3           | 1           |  |  | 2            | Elena Vesnina  | Elena Vesnina  | 7            | 6            |  |
|  |             | Andreja Klepač    | Andreja Klepač    | 6           | 7           |  |  |              | Andreja Klepač | Andreja Klepač | 65           | 3            |  |
|  | 17          | Marta Domachowska | Marta Domachowska | 3           | 63          |  |  |              |                |                |              |              |  |

### Sezione 3
|  | Primo turno | Primo turno           | Primo turno        | Primo turno | Primo turno |  |  | Ultimo turno | Ultimo turno       | Ultimo turno | Ultimo turno | Ultimo turno |  |
|  |             |                       |                    |             |             |  |  |              |                    |              |              |              |  |
|  |             | Monica Niculescu      | Monica Niculescu   | 6           | 6           |  |  |              |                    |              |              |              |  |
|  | 3           | Pauline Parmentier    | Pauline Parmentier | 2           | 0           |  |  |              | Monica Niculescu   | 3            | 6            | 6            |  |
|  | 16          | Ekaterina Makarova    | 6                  | 4           | 7           |  |  | 16           | Ekaterina Makarova | 6            | 2            | 3            |  |
|  |             | Anna-Giulia Remondina | 1                  | 6           | 5           |  |  |              |                    |              |              |              |  |

### Sezione 4
|  | Primo turno | Primo turno       | Primo turno       | Primo turno | Primo turno |  |  | Ultimo turno | Ultimo turno      | Ultimo turno | Ultimo turno | Ultimo turno |  |
|  |             |                   |                   |             |             |  |  |              |                   |              |              |              |  |
|  | 4           | Klára Zakopalová  | 0                 | 6           | 6           |  |  |              |                   |              |              |              |  |
|  |             | Corinna Dentoni   | 6                 | 2           | 1           |  |  | 4            | Klára Zakopalová  | 6            | 3            | 6            |  |
|  | 21          | Galina Voskoboeva | Galina Voskoboeva | 7           | 6           |  |  | 21           | Galina Voskoboeva | 1            | 6            | 2            |  |
|  |             | Ayumi Morita      | Ayumi Morita      | 65          | 3           |  |  |              |                   |              |              |              |  |

### Sezione 5
|  | Primo turno | Primo turno     | Primo turno     | Primo turno | Primo turno |  |  | Ultimo turno | Ultimo turno   | Ultimo turno   | Ultimo turno | Ultimo turno |  |
|  |             |                 |                 |             |             |  |  |              |                |                |              |              |  |
|  |             | Juliana Fedak   | Juliana Fedak   | 6           | 7           |  |  |              |                |                |              |              |  |
|  | 5           | Casey Dellacqua | Casey Dellacqua | 3           | 65          |  |  |              | Juliana Fedak  | Juliana Fedak  | 1            | 2            |  |
|  | 19          | Iveta Benešová  | Iveta Benešová  | 6           | 6           |  |  | 19           | Iveta Benešová | Iveta Benešová | 6            | 6            |  |
|  |             | Katie O'brien   | Katie O'brien   | 4           | 3           |  |  |              |                |                |              |              |  |

### Sezione 6
|  | Primo turno | Primo turno         | Primo turno         | Primo turno | Primo turno |  |  | Ultimo turno | Ultimo turno        | Ultimo turno        | Ultimo turno | Ultimo turno |  |
|  |             |                     |                     |             |             |  |  |              |                     |                     |              |              |  |
|  | 6           | Kaia Kanepi         | Kaia Kanepi         | 6           | 6           |  |  |              |                     |                     |              |              |  |
|  |             | Jaroslava Švedova   | Jaroslava Švedova   | 2           | 2           |  |  | 6            | Kaia Kanepi         | Kaia Kanepi         | 6            | 7            |  |
|  |             | Maria-Elena Camerin | Maria-Elena Camerin | 6           | 6           |  |  |              | Maria-Elena Camerin | Maria-Elena Camerin | 4            | 63           |  |
|  | 24          | Émilie Loit         | Émilie Loit         | 0           | 2           |  |  |              |                     |                     |              |              |  |

### Sezione 7
|  | Primo turno     | Primo turno      | Primo turno      | Primo turno | Primo turno |  |  | Ultimo turno | Ultimo turno     | Ultimo turno     | Ultimo turno | Ultimo turno |  |
|  |                 |                  |                  |             |             |  |  |              |                  |                  |              |              |  |
|  | 7               | Marija Korytceva | Marija Korytceva | 6           | 6           |  |  |              |                  |                  |              |              |  |
|  |                 | Kyra Nagy        | Kyra Nagy        | 2           | 0           |  |  | 7            | Marija Korytceva | Marija Korytceva | 6            | 6            |  |
|  | Julie Ditty     | Julie Ditty      | 2                | 7           | 6           |  |  |              | Julie Ditty      | Julie Ditty      | 2            | 4            |  |
|  | Regina Kulikova | Regina Kulikova  | 6                | 5           | 3           |  |  |              |                  |                  |              |              |  |

### Sezione 8
|  | Primo turno | Primo turno            | Primo turno            | Primo turno | Primo turno |  |  | Ultimo turno | Ultimo turno           | Ultimo turno | Ultimo turno | Ultimo turno |  |
|  |             |                        |                        |             |             |  |  |              |                        |              |              |              |  |
|  | 8           | Alisa Klejbanova       | Alisa Klejbanova       | 6           | 6           |  |  |              |                        |              |              |              |  |
|  |             | Jie Zheng              | Jie Zheng              | 3           | 2           |  |  | 8            | Alisa Klejbanova       | 0            | 6            | 6            |  |
|  | 15          | Virginia Ruano Pascual | Virginia Ruano Pascual | 6           | 7           |  |  | 15           | Virginia Ruano Pascual | 6            | 4            | 3            |  |
|  |             | Alicia Molik           | Alicia Molik           | 3           | 5           |  |  |              |                        |              |              |              |  |

### Sezione 9
|  | Primo turno | Primo turno          | Primo turno        | Primo turno | Primo turno |  |  | Ultimo turno | Ultimo turno       | Ultimo turno       | Ultimo turno | Ultimo turno |  |
|  |             |                      |                    |             |             |  |  |              |                    |                    |              |              |  |
|  | 9           | Akgul Amanmuradova   | Akgul Amanmuradova | 6           | 6           |  |  |              |                    |                    |              |              |  |
|  |             | Astrid Besser        | Astrid Besser      | 1           | 1           |  |  | 9            | Akgul Amanmuradova | Akgul Amanmuradova | 6            | 7            |  |
|  | 18          | Ol'ga Savčuk         | 6                  | 2           | 6           |  |  | 18           | Ol'ga Savčuk       | Ol'ga Savčuk       | 2            | 64           |  |
|  |             | Emmanuelle Gagliardi | 4                  | 6           | 3           |  |  |              |                    |                    |              |              |  |

### Sezione 10
|  | Primo turno | Primo turno        | Primo turno        | Primo turno | Primo turno |  |  | Ultimo turno | Ultimo turno       | Ultimo turno       | Ultimo turno | Ultimo turno |  |
|  |             |                    |                    |             |             |  |  |              |                    |                    |              |              |  |
|  | 10          | Jill Craybas       | 3                  | 6           | 7           |  |  |              |                    |                    |              |              |  |
|  |             | Camila Giorgi      | 6                  | 2           | 6(1)        |  |  | 10           | Jill Craybas       | Jill Craybas       | 7            | 6            |  |
|  | 22          | Rosana De Los Rios | Rosana De Los Rios | 6           | 6           |  |  | 22           | Rosana De Los Rios | Rosana De Los Rios | 5            | 1            |  |
|  |             | Tat'jana Puček     | Tat'jana Puček     | 4           | 4           |  |  |              |                    |                    |              |              |  |

### Sezione 11
|  | Primo turno | Primo turno   | Primo turno   | Primo turno | Primo turno |  |  | Ultimo turno | Ultimo turno  | Ultimo turno  | Ultimo turno | Ultimo turno |  |
|  |             |               |               |             |             |  |  |              |               |               |              |              |  |
|  | 11          | Peng Shuai    | Peng Shuai    | 6           | 6           |  |  |              |               |               |              |              |  |
|  |             | Yuan Meng     | Yuan Meng     | 1           | 2           |  |  | 11           | Peng Shuai    | Peng Shuai    | 6            | 6            |  |
|  | 23          | Yung-Jan Chan | Yung-Jan Chan | 6           | 6           |  |  | 23           | Yung-Jan Chan | Yung-Jan Chan | 3            | 4            |  |
|  |             | Giulia Gabba  | Giulia Gabba  | 3           | 1           |  |  |              |               |               |              |              |  |

### Sezione 12
|  | Primo turno | Primo turno       | Primo turno       | Primo turno | Primo turno |  |  | Ultimo turno | Ultimo turno      | Ultimo turno      | Ultimo turno | Ultimo turno |  |
|  |             |                   |                   |             |             |  |  |              |                   |                   |              |              |  |
|  | 12          | Cvetana Pironkova | Cvetana Pironkova | 6           | 6           |  |  |              |                   |                   |              |              |  |
|  |             | Evgenija Rodina   | Evgenija Rodina   | 3           | 1           |  |  | 12           | Cvetana Pironkova | Cvetana Pironkova | 6            | 6            |  |
|  |             | Catalina Castaño  | 5                 | 6           | 6           |  |  |              | Catalina Castaño  | Catalina Castaño  | 1            | 2            |  |
|  | 14          | Timea Bacsinszky  | 7                 | 4           | 3           |  |  |              |                   |                   |              |              |  |